# Солто Колина
Солто Колина (итал. Solto Collina) је насеље у Италији у округу Бергамо, региону Ломбардија.
Према процени из 2011. у насељу је живело 1001 становника. Насеље се налази на надморској висини од 448 м.

## Становништво
Према резултатима пописа становништва 2011. у општини је живело 1.735 становника.
| 1931. | 1936. | 1951. | 1961. | 1971. | 1981. | 1991. | 2001. | 2011. |
| ----- | ----- | ----- | ----- | ----- | ----- | ----- | ----- | ----- |
| 1.271 | 1.194 | 1.290 | 1.288 | 1.297 | 1.271 | 1.305 | 1.514 | 1.735 |